# Goethe Galerie

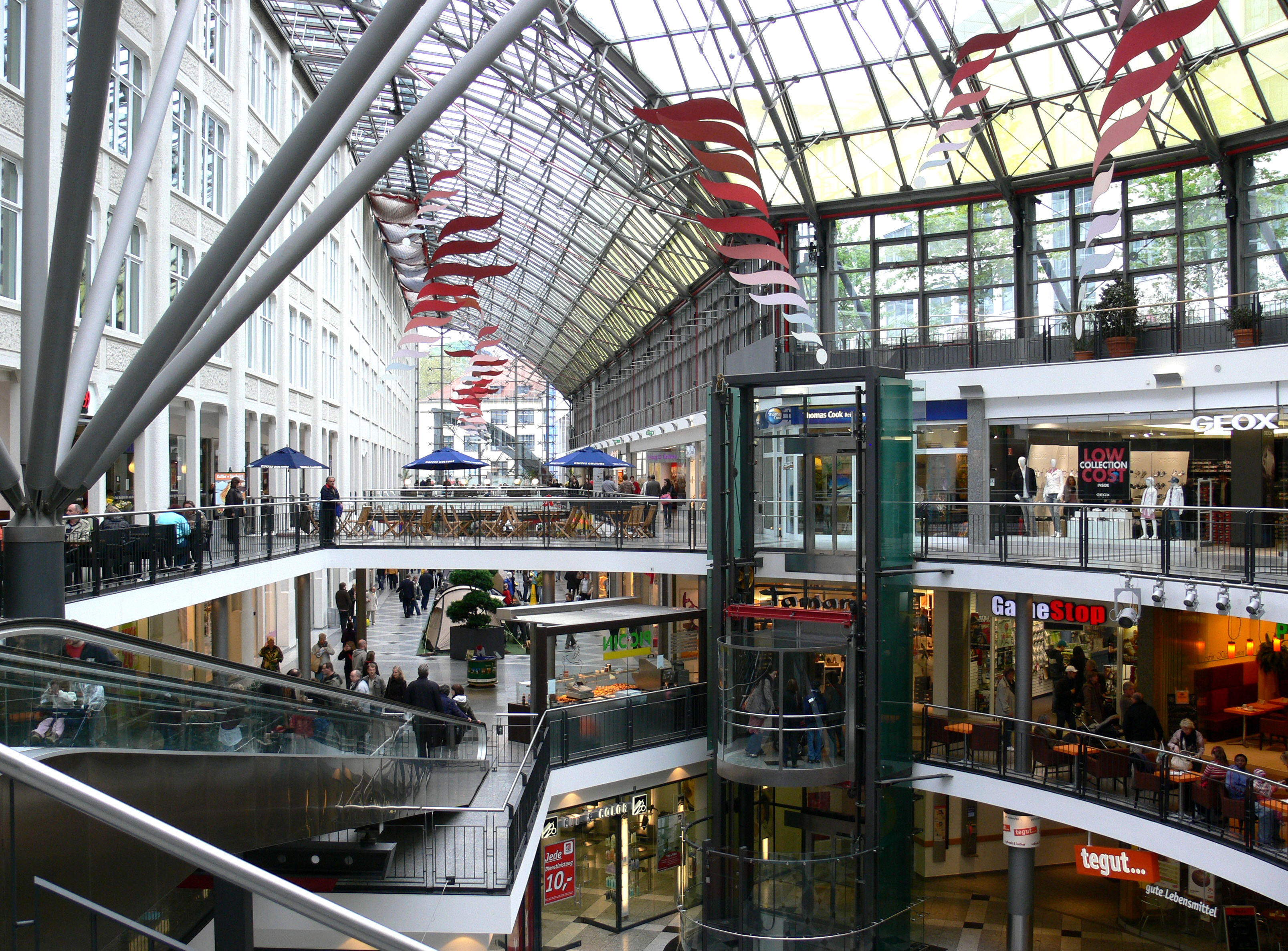
Innenansicht 2010

Die Goethe Galerie ist ein Einkaufszentrum in der kreisfreien Stadt Jena in Thüringen. Sie befindet sich im Jenaer Stadtzentrum auf einem Teil des früheren Werksgeländes der Zeiss-Werke und liegt zwischen Teichgraben und Carl-Zeiß-Platz sowie zwischen Ernst-Abbe-Straße und Ernst-Abbe-Platz.
Nach einem Umbau bestehender Gebäude und der Ergänzung durch Neubauten wurde die Goethe Galerie am 29. Februar 1996 eröffnet und ist seitdem das größte Einkaufszentrum der Stadt sowie eines der größten Einkaufszentren Thüringens. Durch einen Umbau 2011/2012 vergrößerte sich Einzelhandelsfläche nochmals auf etwa 32.000 m². Die Einkaufsmöglichkeiten erstrecken sich über ein bis vier Stockwerke, es dominiert eine die Passage überspannende Glaskonstruktion.
Ankermieter sind das Modehaus Sinn, Intersport, Woolworth (bis 2022: Spiele Max), tegut, Rossmann und Media-Markt (nach Umbau 2012 bis Februar 2024: Saturn). Direkt an die Goethe Galerie grenzt das Hotel Dorint Esplanade Jena.
Eigentümer des Objektes ist ein Immobilienfonds, betrieben wird es von der Wealth Management Capital Holding. Das Facilitymanagement übernahm im Jahr 2012 die Sauter FM.
Die Goethe Galerie wurde 1997 mit dem MIPIM-Award in der Kategorie „Business Center“ ausgezeichnet. Im Frühjahr 2017 wurde die Goethe Galerie im Rahmen der vom Thüringer Wirtschaftsministerium ausgeschriebenen Ideenwettbewerben „Digitale Innovation“ und „Digitale Plattformen“ mit einer iBeacon-Infrastruktur ausgestattet, die den Kunden sogenannte Location-based Services/standortbasierte Dienste ermöglichen soll. Unter anderem ist eine Indoor Navigation geplant. Das Projekt ist als Innovationshub und als Testareal für die zukünftige Implementierung im stationären Handel gedacht und wird mit Mitteln aus den Projektfonds „Digitale Innovation“ und „Digitale Plattformen“ unterstützt, die das Thüringer Ministerium für Wirtschaft, Wissenschaft und Digitale Gesellschaft zur Verfügung stellt.